# Харруби, Ашраф
Ашраф Харруби (араб. أشرف خروبي‎; род. 25 сентября 1990 или 22 декабря 1992, Агадир) — марокканский боксёр, представитель наилегчайшей весовой категории. Выступал за национальную сборную Марокко по боксу в 2014—2016 годах, серебряный призёр чемпионата Африки, победитель и призёр турниров международного значения, участник летних Олимпийских игр в Рио-де-Жанейро. С 2017 года боксирует на профессиональном уровне.

## Биография
Ашраф Харруби родился 25 сентября 1990 года (по другим данным 22 декабря 1992 года) в городе Агадир, Марокко.

### Любительская карьера
Впервые заявил о себе в боксе в 2013 году, выиграв чемпионат Марокко и став обладателем Кубка Марокко в зачёте наилегчайшей весовой категории.
В 2014 году вновь был лучшим в зачёте марокканского национального первенства. Попав в состав марокканской национальной сборной, победил на Кубке Роберто Баладо в Гаване, выступил на международном турнире Хиральдо Кордова Кардин.
Начиная с 2015 года регулярно представлял марокканскую команду в матчевых встречах полупрофессиональной лиги World Series of Boxing. Помимо этого, выиграл серебряную медаль на домашнем чемпионате Африки в Касабланке, уступив в решающем финальном поединке алжирцу Мохамеду Флисси. Отметился выступлением и на чемпионате мира в Дохе, где в 1/8 финала был остановлен кубинцем Йосвани Вейтией.
Благодаря череде удачных выступлений в лиге WSB удостоился права защищать честь страны на летних Олимпийских играх 2016 года в Рио-де-Жанейро. На Играх в категории до 52 кг благополучно прошёл первого соперника по турнирной сетке, тогда как во втором бою в 1/8 финала вновь встретился с Йосвани Вейтией и потерпел от него поражение единогласным решением судей.

### Профессиональная карьера
Вскоре по окончании Олимпиады в Рио Харруби покинул расположение марокканской сборной и в ноябре 2017 года успешно дебютировал на профессиональном уровне.